# Jesse Pomeroy

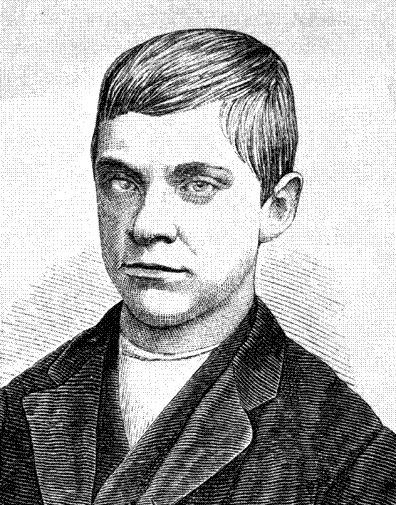
Jesse Pomeroy (zwischen 1870 und 1880)

Jesse Harding Pomeroy (* 29. November 1859 in Charlestown, Massachusetts; † 29. September 1932 in Bridgewater, Massachusetts) war ein US-amerikanischer Mörder und der jüngste Mörder in der Geschichte von Massachusetts.

## Hintergrund
Jesse Pomeroy wurde als Sohn von Thomas und Ruthann Pomeroy in Charlestown, Massachusetts, geboren. Er war der jüngere von zwei Söhnen, sein Bruder Charles war ein Jahr älter. Sein Vater war sehr gewalttätig; so brachte er ihn öfter zu ihrem Holzschuppen, wo er ihn auszog und dann schwer verprügelte.
Jesses Gesicht war schon von Kindheit an auffällig deformiert. Am auffälligsten war sein rechtes Auge, das „milchig“ weiß war – einige seiner Opfer beschrieben, es sehe aus wie eine weiß-marmorierte Murmel – und das in seiner Augenhöhle zu schwimmen schien. Seine Mutter machte eine Pockenimpfung dafür verantwortlich, wahrscheinlicher ist aber eine Virusinfektion im Babyalter. Sein Kopf, seine Ohren und sein Mund waren im Verhältnis zu seinem Körper unverhältnismäßig groß. Außerdem litt er unter wiederkehrenden epileptischen Anfällen. Alle diese Eigenschaften machten ihn als Kind zu einem beliebten Ziel des Spottes anderer Kinder, und wahrscheinlich hat dieser ständige Spott zu seiner Wut und Aggressivität gegenüber Kindern beigetragen. Auch als Erwachsener reagierte er immer sehr sensibel auf Blicke anderer Menschen, die ihn wiederum laut seinem Biographen Harold Schechter „kaum ansehen konnten, ohne sich schaudernd abzuwenden“.

## Die Überfälle der Jahre 1871 und 1872
Laut Berichten aus den Jahren 1871 und 1872 wurden in Jesses Umgebung bei verschiedenen Gelegenheiten Jungen überredet, an entlegene Orte zu gehen, wo sie dann von einem nur wenig älteren Jungen überfallen wurden. Diese Angriffe sollen so unglaublich brutal gewesen sein, dass die Jungen einen bleibenden Schaden davontrugen. Der Täter wurde niemals festgenommen. Falls Jesse Pomeroy verantwortlich war, wovon heute vielfach ausgegangen wird, war er zum Zeitpunkt der Taten erst 12 bzw. 13 Jahre alt.
Im Jahre 1872 trennte seine Mutter sich vom brutalen Vater und zog mit den Kindern nach South Boston. Da Jesse sich nun wiederholt an Jüngeren verging, und seine Taten immer brutaler wurden, wurde er schließlich verhaftet. Dank seiner Minderjährigkeit wurde er lediglich in eine „Besserungsanstalt für Jungen“ in Westborough, Massachusetts, eingewiesen. Sogar der Boston Globe übernahm seine Geschichte, so lautete die letzte Zeile dieses Artikels: „It is generally concluded that the boy is mentally deficient.“ („Es wird allgemein angenommen, dass der Junge geistig zurückgeblieben ist.“) Trotz der Schwere seiner Verbrechen wurde er bereits nach 15 Monaten wieder entlassen. Nachdem Pomeroys spätere Morde bekannt wurden, wurden der Polizei und dem Gericht aus diesem Grund große Vorwürfe gemacht.
Harold Schechter, Professor am Queens College, City University of New York und Experte für Serienmörder, schrieb das Buch Fiend über Pomeroy, in dem er ausführte, dass in Massachusetts noch nie zuvor ein Jugendlicher mit einem Verbrechen von solcher Schwere in Verbindung gebracht werden konnte.

## Die Morde
Im Februar 1874 wurde Jesse Pomeroy auf Bewährung entlassen und durfte zu seiner Mutter, die mittlerweile ihre eigene Schneiderei hatte, und seinem Bruder, der Zeitungen verkaufte.
Schon am 18. März desselben Jahres verschwand plötzlich die zehnjährige Katie Curran. Augenzeugen berichten, dass sie zuletzt in den Laden der Pomeroys ging. Am 22. April fand man die Leiche des vierjährigen Horace Millen im Sumpf von Dorchester Bay; sie war verstümmelt worden. Die Kehle war durchschnitten, man fand 18 Stiche auf der Brust, zudem war ein Auge ausgestochen worden und offensichtlich war auch versucht worden, ihn zu kastrieren. Sofort brachte die Polizei Pomeroy damit in Verbindung und als man ihn mit zerkratztem Gesicht, blutverschmierter Kleidung und verschlammten Stiefeln fand, war seine Täterschaft eindeutig und er wurde verhaftet.
Am 18. Juli fand man im Keller des Ladens unter einem Haufen Asche die Leiche der kleinen Katie Curran. Auch hier war trotz der fortschreitenden Verwesung noch immer deutlich zu sehen mit welcher Brutalität ihr Mörder vorgegangen sein musste, so war zum Beispiel ihr Kopf abgetrennt.

## Die Verhandlung
Nach seiner Verhaftung verlief sein Verhör so, dass er zu Millens Leiche gebracht und dort nach seiner Schuld gefragt wurde. Doch wurde während der Untersuchung des Leichenbeschauers Pomeroy das Recht auf einen Anwalt verweigert.
Vor dem Massachusetts Supreme Judicial Court fand dann am 9. und 10. Dezember 1874 die Verhandlung The Commonwealth vs. Pomeroy statt. Der Generalstaatsanwalt forderte eine Verurteilung wegen Mordes ersten Grades. Während des Schlussplädoyers wurde die Anklage jedoch auf den Straftatbestand „murder with extreme atrocity“ (besonders grausame Tötung) abgeändert, ein Straftatbestand nach dem Recht des Staates Massachusetts, der sich von Mord lediglich durch das Fehlen von Heimtücke unterscheidet. Am 10. Dezember 1874 wurde Pomeroy schuldig gesprochen. Die Jury ergänzte den Spruch jedoch mit der Bitte, auf die Jugend des Angeklagten Rücksicht zu nehmen. Gnade konnte in einem solchen Fall jedoch nur vom Gouverneur gewährt werden. Der Richter war bei einem Schuldspruch wegen Mordes ersten Grades zum damaligen Zeitpunkt verpflichtet, ein Todesurteil auszusprechen.
Sein Anwalt, Charles Robinson, erhob zweimal Einspruch, der jedoch beide Male abgelehnt wurde. Im Februar 1875 wurde Jesse Pomeroy vom Richter zum Tod durch Hängen verurteilt.

## Nach der Verhandlung
So sollte nun der Gouverneur das Todesurteil unterzeichnen und das Datum der Hinrichtung festlegen. Dieser weigerte sich jedoch, und so kam es in den nächsten anderthalb Jahren zu drei Abstimmungen. Die ersten beiden fielen gegen eine Strafumwandlung aus, doch in der dritten, die im August 1876 stattfand und anonym durchgeführt wurde, wurde seine Strafe in lebenslange Einzelhaft umgewandelt. So wurde Pomeroy am 7. September 1876 vom Suffolk County Gefängnis ins State Prison in Charlestown überstellt, wo seine Einzelhaft begann. Zu diesem Zeitpunkt war er gerade 16 Jahre und 10 Monate alt.
1917 wurde sein Urteil ein weiteres Mal umgewandelt und so wurden ihm nun auch die Privilegien zuteil, die andere Häftlinge mit lebenslanger Strafe hatten. Zunächst widersetzte er sich und verlangte nicht weniger als einen Freispruch. Später passte er sich den neuen Gegebenheiten an und wurde sogar Teil der gefängniseigenen Theatergruppe. 1929 wurde er in das Bridgewater Hospital for the Criminally Insane verlegt, wo er schließlich am 29. September 1932 mit 72 Jahren verstarb.